# Auyantepuia surinamensis
Espèce
Auyantepuia surinamensis est une espèce de scorpions de la famille des Chactidae.

## Distribution
Cette espèce est endémique du Suriname.  Elle se rencontre dans la savane du Marowijne.

## Description
La femelle holotype mesure 20,8 mm et le mâle paratype 19,0 mm.

## Étymologie
Son nom d'espèce, composé de suriname et du suffixe latin -ensis, « qui vit dans, qui habite », lui a été donné en référence au lieu de sa découverte, le Suriname.

## Publication originale
- Lourenço & Duhem, 2010 : A new species of Auyantepuia Gonzalez-Sponga, 1978 (Scorpiones, Chactidae) from Suriname. Entomologische Mitteilungen aus dem Zoologischen Museum Hamburg, vol. 15, no 182, p. 137-145 (texte intégral).